# Anfilogino Guarisi
Amphilóquio Guarisi Marques, v Itálii nazývaný Anfilogino Guarisi, v Brazílii známý spíše jako Filó (26. prosince 1905 — 8. června 1974) byl brazilsko-italský fotbalista. Nejčastěji nastupoval na postu útočníka.
S brazilskou reprezentací získal stříbrnou medaili na Copě América 1925. Brazílii měl reprezentovat i na prvním MS 1930, ale kvůli sporům mezi dvěma ligami (ligou Rio de Janeiro a ligou São Paulo) na šampionát jeli jen hráči ligy Rio de Janeiro, takže Guarisi jako hráč Corinthians měl smůlu. Poté přesídlil do Itálie, aby hrál za Lazio (kvůli vysoké účasti Brazilců tehdy nazývané „Brazilazio“)[zdroj?]. FIFA mu umožnila reprezentovat i jí. S italskou reprezentací pak vyhrál mistrovství světa roku 1934. Za italský národní tým odehrál 6 utkání a vstřelil 1 gól, za brazilský 4 utkání, v nichž dal 2 branky.

## Hráčská statistika
| Sezóna           | Klub             | Liga             | Liga   | Liga | Ligové poháry | Ligové poháry | Ligové poháry | Kontinentální poháry | Kontinentální poháry | Kontinentální poháry | Celkem | Celkem |
| Sezóna           | Klub             | Soutěž           | Zápasy | Góly | Soutěž        | Zápasy        | Góly          | Soutěž               | Zápasy               | Góly                 | Zápasy | Góly   |
| ---------------- | ---------------- | ---------------- | ------ | ---- | ------------- | ------------- | ------------- | -------------------- | -------------------- | -------------------- | ------ | ------ |
| 1931/32          | Lazio            | Serie A          | 32     | 12   | -             | 0             | 0             | -                    | 0                    | 0                    | 32     | 12     |
| 1932/33          | Lazio            | Serie A          | 29     | 6    | -             | 0             | 0             | -                    | 0                    | 0                    | 29     | 6      |
| 1933/34          | Lazio            | Serie A          | 33     | 11   | -             | 0             | 0             | -                    | 0                    | 0                    | 33     | 11     |
| 1934/35          | Lazio            | Serie A          | 20     | 8    | -             | 0             | 0             | -                    | 0                    | 0                    | 20     | 8      |
| 1935/36          | Lazio            | Serie A          | 18     | 5    | IP            | 3             | 0             | -                    | 0                    | 0                    | 21     | 5      |
| 1937/38          | Lazio            | Serie A          | 2      | 0    | -             | 0             | 0             | -                    | 0                    | 0                    | 2      | 0      |
| Celkově za Lazio | Celkově za Lazio | Celkově za Lazio | 134    | 42   | -             | 3             | 0             | -                    | 0                    | 0                    | 137    | 42     |

## Hráčské úspěchy

### Klubové
- 3x vítěz mistrovství Paulista (1928, 1929, 1930)

### Reprezentační
- 1x na MS (1934 - zlato)
- 1x na CA (1925 - stříbro)
- 2x na MP (1931-1932 - stříbro, 1933-1935 - zlato)